# Kwantyfikator ogólny
Kwantyfikator ogólny, kwantyfikator duży, kwantyfikator uniwersalny – kwantyfikator oznaczający, że dane twierdzenie (funkcja zdaniowa) jest prawdziwe dla dowolnej wartości zmiennej.
Stosuje się dwie postacie graficzne:
{\displaystyle \forall x:\phi (x)} (odwrócona litera A; zapis ten jest związany z angielskim zwrotem „for all”)
oraz:
{\displaystyle \bigwedge _{x}\phi (x).}
W obu przypadkach czyta się „dla każdego {\displaystyle x} zachodzi {\displaystyle \phi (x)}”.
Gdy formuła wymaga ustalenia zakresu dla zmiennej, np.:
{\displaystyle \forall x:(x\in \mathbb {A} \implies \phi (x)),}
{\displaystyle \bigwedge _{x}(x\in \mathbb {A} \implies \phi (x)),}
to używa się uproszczonej notacji:
{\displaystyle \forall x\in \mathbb {A} :\phi (x),}
{\displaystyle \bigwedge _{x\in \mathbb {A} }\phi (x)}
i czyta się „dla każdego {\displaystyle x} należącego do zbioru {\displaystyle \mathbb {A} } zachodzi {\displaystyle \phi (x)}”.
Jeżeli {\displaystyle X=\{x_{0},x_{1},\dots ,x_{n}\}} jest skończonym podzbiorem (niekoniecznie właściwym) argumentów {\displaystyle \phi (x)} to:
{\displaystyle \forall x\in \mathbb {X} :\phi (x)\equiv \phi (x_{0})\land \phi (x_{1})\land \ldots \land \phi (x_{n}).}
Zanegowany kwantyfikator ogólny staje się kwantyfikatorem egzystencjalnym i na odwrót:
{\displaystyle \neg \forall x:\phi (x)\equiv \exists x:\neg \phi (x),}
{\displaystyle \neg \exists x:\phi (x)\equiv \forall x:\neg \phi (x).}
Generalnie, jeśli coś zachodzi „dla każdego {\displaystyle x}”, to istnieje takie {\displaystyle x,} że to zachodzi. Mamy więc implikację:
{\displaystyle \forall x:\phi (x)\implies \exists x:\phi (x).}
Wyjątkiem są uniwersa puste, w których nie istnieje żaden obiekt. W takim wypadku dla każdego {\displaystyle x} zachodzi cokolwiek – z fałszem włącznie – bo nie możemy przecież znaleźć żadnego {\displaystyle x,} dla którego można by wykazać sprzeczność. Z tego powodu zwykle z góry wyklucza się uniwersa puste i zakłada się, że „coś istnieje”. Badaniem struktur z pustymi uniwersami zajmuje się logika wolna.